# 県道168号 (台湾)
県道168号（けんどう168ごう）は、嘉義県東石郷から同県水上郷中庄を結ぶ、全長32.713kmの台湾の県道である。台82線と県道157号と台1線と県道163号のそれぞれと重複区間がある。 
また、「嘉朴公路（かぼくこうろ）」の別称で呼ばれる。

## 通過する自治体
- 嘉義県
  - 東石郷
  - 朴子市
  - 太保市
  - 水上郷

## 接続する道路
- 台82線平面交差
- 県道166号
- 台61線（インターチェンジ）
- 台82線洲仔平面交差
- 台17線
- 県道157号
- 県道161号
- 台19線
- 県道167号
- 県道157号
- 台37線
- 県道167号
- 国道1号（インターチェンジ）
- 台1線
- 台1線
- 県道163号
- 県道163号
- 県道165号

## 施設
- 東石二インターチェンジ
- 港墘国小学校
- 朴子国小学校
- 東石国中学校
- 安東國小学校
- 高鉄嘉義駅
- 太保國中学校
- 太保國小学校
- 水上インターチェンジ
- 水上國小学校
- 義興國小学校